# Parque Field
El barrio Parque Field (o Parquefield, apelativo de la empresa de EE.UU. que lo construyó a través de filial en Argentina) es un complejo residencial de 650 viviendas ubicado en el distrito norte de la ciudad de Rosario, provincia de Santa Fe, Argentina
Comenzó a gestarse en el año 1961 a través de créditos del Banco Interamericano de Desarrollo otorgados a la Rep. Argentina.

Su construcción se hizo con bloques especiales de cemento cocidos con vapor, de 40 cm × 20 cm, 20 × 20 cm y 40 x 12 cm .
Fabricados en una bloquera que la Empresa Field erigió al efecto, en un terreno vecino ubicado sobre calle Baigorria y Circunvalación que la separaba de la Cristalería Cuyo (lado sudoeste).
La edificación se construyó en varias hectáreas de tierra adquiridas a Echesortu y Casas, conocidas como Monte Venecia, donde existía la "Estancia San Martín" que ocupaba el espacio de una manzana, con una imponente casona de grandes habitaciones y plantaciones de largas filas de frondosos ombúes y diversas especies de todo tipo.
Se proyectaron en el predio del lado este de Circunvalación, 58 manzanas numeradas del 13 al 73, que se dividieron en 1.120 lotes de 300 m² . Había algunas excepciones en que eran algo menor o mayor según los aprovechamientos de espacios.
Y en él se encuentra el Club Residentes de Parquefield.
La casona existente fue demolida junto al desmonte de los ombúes y demás plantaciones; al inicio de las obras de construcción con toda su infraestructura.
Solo se preservó un ombú para dar sombra a una casilla del obrador convirtiéndose en emblema del barrio. Estaba ubicado a la altura de (EX-Av.40) John Kennedy y (ex-41) Gianneo (hoy existe un autoservicio). A su sombra en 1974 se colocó la piedra fundamental del Barrio Rucci. Ceremonia presidida por el ferroviario Raúl P. Raviti a cargo de la Secretaria Adjunta de la CGT (del orden nacional). En el correr del tiempo fenómenos climáticos terminaron con su existencia pese a los cuidados que se le prestaban.

## Infraestructura
Tendidos de red de gas natural con su planta de presión; red de agua potable, cañerías cloacales, cables de electricidad de alta y baja tensión con sus transformadores, postes de hormigón con modernas y potentes luminarias sobre las veredas. Un gran centro comercial en el corazón del barrio: la rotonda Gianneo (Ex 41) dividido en dos partes, separadas por la Avenida Kennedy Ex calle 40 (no se construyó). Pavimentación de calles y construcción de veredas. Cercos divisorios con plantas de tuya.
Plantación de un pino en el frente de las propiedades y dos árboles en la parte posterior de las viviendas.
La iluminación nocturna del barrio fue pionera en luz a gas de mercurio blanca. Por la cantidad e intensidad de luminarias hacía que las noches fueran más luminosas que el día.
Entrando a Rosario de noche por RN 9 a varios kilómetros de distancia, a la altura del Aeropuerto Internacional de Fisherton se podía observar; un espejo intensamente luminoso como si fuera un gran lago reflejando todo su brillo en el celeste del cielo.
De la zona norte de Rosario y de la ciudad, fue uno de los primeros barrios en tener los servicios de cloaca, agua potable y gas natural. Ni el residencial barrio de Alberdi contaba con gas natural y cloaca.
Se carecía de teléfono, ya que no existían líneas en toda la zona como tampoco telefonía celular (no existía). La TV rosarina se recibía por aire con antenas externas. Solo había una línea de colectivo la Nº 71, circulando por calle Baigorria desde Nuevo Alberdi al centro de la ciudad.
Ante la incomunicación telefónica existente, un grupo de vecinos encargó un estudio de factibilidad y costos de una Central propia a la Empresa Siemens. Lo que no pudo materializarse por el elevado valor resultante.
Transcurrieron varios años hasta que la Empresa Nacional de Telecomunicaciones (ENTEL) dispusiera ampliar la Central Sarratea ubicada sobre Bv. Rondeau al 1600 incorporando la característica "55" lo que dio lugar a la instalación de un teléfono público (único en la zona) en la Plaza del Poeta, previa construcción de parte de la Vecinal de cabina y piso. Aún hoy (2011) en la misma se conserva como testimonio solo el piso de esa Cabina, flanqueado actualmente por dos bancos de cemento sobre calle Fontana al 2300.
Recién en enero del año 1974 siete años después de la llegada de los primeros habitantes, comienza la instalación de los aparatos telefónicos en las casas.
La inauguración de Parque Field fue el 27 de marzo de 1966 (58 años) en que se habitaron las viviendas iniciales, que comenzaron a construirse rápidamente a razón de una manzana por semana. Comenzando desde calle Blanqui (ex-16) vereda sur, entre calle Brasilia (ex-19), calle Pagano (ex-13B) y Camaña (ex-14) hacia el sur o sea hacia calle Baigorria.
Concretamente: Manzanas Nº.: 35 - 36 - 37 - 40 y 41.
Se siguió la construcción con las manzanas: 43 - 44 - 42(sobre calle Baigorria) - 45 - 46 y 47. Es decir hacia el norte entre Brasilia Ex-19 (vereda este y Zenón Pereyra Ex-22 (vereda oeste).
La empresa constructora disponía el inicio de obra de las casas una vez vendidas, señadas y necesidad de ocupación del comprador. De manera tal que fueron muy pocas las viviendas no vendidas que quedaron al cesar la construcción de la originaria urbanización y sí, algunos terrenos más en los sectores de obra. Esto sin considerar todo el sector norte de la urbanización desde Carcova al oeste Ex-12D y Carcova Ex-42, hasta la calle Palestina (Ex-51). Como así también todo el predio del lado oeste al otro lado de Circunvalación.
Pocos conocen que en ese predio la construcción ya no sería en lotes de las dimensiones de 15 x 20 m .
Sino los terrenos tendrían el doble o algo más de superficie y los modelos de casas serían Miami y Rivera, con pileta de natación, quincho con asador y cochera.
La inestabilidad económica inflaccionaria que sufrió el país en esos años fue una causante de la interrupción del proyecto a un 55% de su ejecución. Field mantuvo la bloquera, cerró su local de ventas y aguardó varios años, en que terminó cambiando el proyecto originario.
En el año 1974 pone en venta los terrenos aislados que quedaron sin construir en el sector edificado y vende todo el resto urbanizado incluido el de la zona oeste separado por Circunvalación, a la Confederación General del Trabajo. La que encara a través del Banco Hipotecario Nacional la construcción de Monoblocks con más de 2000 viviendas (Barrio José Ignacio Rucci) con la misma empresa Field y su bloquera, que tiempo atrás ya había experimentado una construcción de planta baja y dos pisos de 30 m x 12 m aproximadamente sobre terrenos baldíos ubicados sobre calle Baigorria casi esquina Casiano Casas, al que los vecinos llamaban "La Pajarera". Demolido al construirse el barrio FONAVI.
Inicialmente las calles estaban numeradas desde el Nº 12 hasta el Nº 52 y algunas por el cambio de orientación se le anexaba una letra como "A", "B" ó "C".
Las casas son parasísmicas (terremoto del Río de la Plata 1888 el último sismo fue el 5 de junio de 1888 (136 años) (silencio sísmico), construidas sobre una gruesa base de cemento.
Cuenta con escuela primaria y secundaria regida por la Iglesia Católica, Asociación de Residentes (vecinal), club social y deportivo por Blanqui al 2100 llamado "Residentes de Parquefield" con pileta climatizada, Escuela de Básquet (afiliados a la ARB, www.asoroba.com.ar), Vóley, Gimnasia, Boxeo y con comedor con capacidad para 200 personas. Hay seguridad privada y estafeta de Correo.
La Parroquia Natividad del Señor y el salón parroquial quedaron en el Barrio Rucci Este.